# マーティン・オマリー
マーティン・ジョセフ・オマリー（英語: Martin Joseph O'Malley、1963年1月18日 - ）は、アメリカ合衆国の政治家、弁護士。ボルチモア市評議会評議員、第47代ボルチモア市長、第61代メリーランド州知事、民主党知事会会長などを歴任した。

## 経歴

### 生い立ち
1963年1月18日にワシントンD.C.にて、母のバーバラと父のトーマス・マーティンの息子として誕生する。父のトーマスは第二次世界大戦で活動したアメリカ空軍の航空兵で、広島市への原子爆弾投下にも立ち会ったアイルランド系の人物である。
カトリック系私立学校を経てゴンザガ大学高等学校に入学し、在学中の1982年から政治活動に参加。1984年アメリカ合衆国大統領選挙の民主党予備選挙ではゲーリー・ハートの選挙ボランティアを務めた。1985年に同校を卒業してアメリカカトリック大学に進学し、アイオワ州でボランティア活動に励んだ他にギターで楽曲を作詞・作曲するなどしている。
アメリカカトリック大学卒業後の1988年にメリーランド大学で法務博士(専門職)号と弁護士の資格を取得した。

### ボルチモア市評議員
1990年にメリーランド州上院議員選挙の民主党予備選挙に第43選挙区候補として立候補するも44票のみしか獲得できず、現職議員に敗退する。1991年にボルチモア市評議会評議員選挙に出馬して当選し、1999年まで在職した。

### ボルチモア市長
民主党の現職であるカート・シュモークが次期ボルチモア市長選挙への不出馬を表明したことから、1999年9月の民主党予備選挙への立候補を表明し、53パーセントの支持を得て市長選挙の民主党候補に選出される。同年11月の本選挙では90パーセント以上の得票で共和党候補を降ろし、47代目ボルチモア市長に選出された。
再選を期した2003年の市長選挙では民主党予備選挙で4人の対立候補に攻撃されるも67パーセントの支持を得て勝ち抜き、本選挙でも共和党の新人を降ろして再選を果たした。

### メリーランド州知事
オマリーは2002年にもメリーランド州知事選挙への出馬を検討していたが結局は出馬せず、ボルチモア市長2期目の2005年10月に2006年に実施される州知事選挙への出馬を表明した。民主党予備選挙で州知事選挙の候補に選出された後、同年11月の本選挙で共和党の現職であるボブ・アーリックを降ろして61代目メリーランド州知事に選出された。
再選を期した2010年の州知事選挙で再びアーリックと対決するも、本選で56パーセントの票を獲得して州知事に再選した。

### 2016年アメリカ合衆国大統領選挙
2015年5月30日に2016年アメリカ合衆国大統領選挙の2016年アメリカ合衆国大統領民主党予備選挙に出馬することを表明した。民主党からヒラリー・クリントン、共和党からジェブ・ブッシュが大統領選挙への出馬を表明したことを念頭に、「大統領という職は（クリントン、ブッシュ）両家の間で継承し合う王冠では無い」と述べた。指名レース初戦のアイオワ州党員集会で代議員を獲得できず、2016年2月1日に予備選挙から撤退した。

## 人物・政策
- 市長時代から民主党のホープと目され、2012年アメリカ合衆国大統領選挙後にタイム誌が特集した「2016年アメリカ合衆国大統領選挙の有力候補」10名の内の一人にも名前が挙がった[4]。
- 州知事時代には銃規制を推進し、同性婚を容認する州法の成立と死刑制度を廃止するなど[5]、政策としては党の主流に沿ったリベラル派として知られる。ただしマリファナの合法化には否定的で[6]、環太平洋パートナーシップ（TPP）協定には反対の姿勢をとっている[7]。
- アメリカの放送局であるHBOで2002年から2008年にかけて放送されたテレビドラマの『THE WIRE/ザ・ワイヤー』の主要登場人物のモデルとなった[8]。